# Amanda Coetzer
Amanda Coetzer [aˈmanda ˈkuʦəɾ] (* 22. Oktober 1971 in Hoopstad) ist eine ehemalige südafrikanische Tennisspielerin.

## Karriere
Den meisten Tennisfans ist Coetzer als „Angstgegnerin“ von Steffi Graf im Gedächtnis. Allein im Jahr 1997 konnte sie der Deutschen drei Niederlagen zufügen, darunter die höchste Niederlage in der Karriere der Brühlerin: 0:6, 1:6 verlor Graf im Viertelfinale der German Open in Berlin gegen die Südafrikanerin. 1997 erreichte Coetzer mit Platz 3 auch ihre persönliche Bestmarke in der WTA-Weltrangliste.
Sie gewann in ihrer Karriere jeweils neun Einzel- und Doppeltitel auf der WTA Tour.
Im Jahr 2000 gewann sie an der Seite von Wayne Ferreira den Hopman Cup für Südafrika. Im Juni 2004 beendete sie ihre Profikarriere.
Amanda Coetzer ist mit dem israelischen Milliardär und Filmproduzenten Arnon Milchan verheiratet.

## Turniersiege

### Einzel
| Nr | Datum              | Turnier     | Kategorie    | Belag           | Finalgegnerin           | Ergebnis      |
| 1. | 16. Januar 1993    | Melbourne   | WTA Tier IV  | Hartplatz       | Naoko Sawamatsu         | 6:2, 6:3      |
| 2. | 26. September 1993 | Tokio       | WTA Tier II  | Hartplatz       | Kimiko Date             | 6:3, 6:2      |
| 3. | 15. Mai 1994       | Prag        | WTA Tier IV  | Sand            | Åsa Svensson            | 6:1, 7:614    |
| 4. | 27. April 1997     | Budapest    | WTA Tier IV  | Sand            | Sabine Appelmans        | 6:1, 6:3      |
| 5. | 26. Oktober 1997   | Luxemburg   | WTA Tier III | Teppich (Halle) | Barbara Paulus          | 6:4, 3:6, 7:5 |
| 6. | 5. April 1998      | Hilton Head | WTA Tier I   | Sand            | Irina Spîrlea           | 6:3, 6:4      |
| 7. | 21. Mai 2000       | Antwerpen   | WTA Tier IVa | Sand            | Cristina Torrens Valero | 4:6, 6:2, 6:3 |
| 8. | 4. März 2001       | Acapulco    | WTA Tier III | Sand            | Jelena Dementjewa       | 2:6, 6:1, 6:2 |
| 9. | 2. März 2003       | Acapulco    | WTA Tier III | Sand            | Mariana Díaz-Oliva      | 7:5, 6:3      |

### Doppel
| Nr. | Datum          | Turnier         | Kategorie    | Belag             | Partnerin          | Finalgegnerinnen                 | Ergebnis       |
| --- | -------------- | --------------- | ------------ | ----------------- | ------------------ | -------------------------------- | -------------- |
| 1.  | Mai 1992       | Tarent          | WTA Tier V   | Sand              | Inés Gorrochategui | Rachel McQuillan Radka Zrubáková | 4:6, 6:3, 7:6  |
| 2.  | Oktober 1992   | San Juan        | WTA Tier IV  | Hartplatz         | Elna Reinach       | Gigi Fernández Kathy Rinaldi     | 6:2, 4:6, 6:2  |
| 3.  | Mai 1996       | Prag            | WTA Tier IV  | Sand              | Linda Harvey-Wild  | Kristie Boogert Laura Golarsa    | 6:4, 3:6, 6:2  |
| 4.  | April 1995     | Amelia Island   | WTA Tier II  | Sand              | Inés Gorrochategui | Nicole Arendt Manon Bollegraf    | 6:2, 3:6, 6:2  |
| 5.  | Mai 1995       | Berlin          | WTA Tier I   | Sand              | Inés Gorrochategui | Larisa Neiland Gabriela Sabatini | 4:6, 7:6, 6:2  |
| 6.  | September 1996 | Tokio           | WTA Tier II  | Hartplatz         | Mary Pierce        | Park Sung-hee Wang Shi-ting      | 6:3, 7:6       |
| 7.  | April 1997     | Budapest        | WTA Tier IV  | Sand              | Alexandra Fusai    | Eva Martincová Elena Wagner      | 6:3, 6:1       |
| 8.  | Februar 2001   | Oklahoma City   | WTA Tier III | Hartplatz (Halle) | Lori McNeil        | Janet Lee Wynne Prakusya         | 6:3, 2:6, 6:0  |
| 9.  | September 2001 | Costa do Sauípe | WTA Tier II  | Hartplatz         | Lori McNeil        | Nicole Arendt Patricia Tarabini  | 6:78, 6:2, 6:4 |

## Abschneiden bei Grand-Slam-Turnieren

### Einzel
| Turnier         | 1989 | 1990 | 1991 | 1992 | 1993 | 1994 | 1995 | 1996 | 1997 | 1998 | 1999 | 2000 | 2001 | 2002 | 2003 | 2004 | Karriere |
| --------------- | ---- | ---- | ---- | ---- | ---- | ---- | ---- | ---- | ---- | ---- | ---- | ---- | ---- | ---- | ---- | ---- | -------- |
| Australian Open | —    | —    | —    | —    | 1    | 2    | 3    | HF   | HF   | AF   | AF   | 2    | VF   | AF   | AF   | 2    | HF       |
| French Open     | AF   | 1    | 2    | 3    | 2    | AF   | 2    | AF   | HF   | 1    | 1    | 3    | 3    | 1    | 1    | —    | HF       |
| Wimbledon       | 1    | 2    | 2    | —    | 2    | AF   | 2    | 2    | 2    | 2    | 3    | 2    | 3    | 2    | 2    | —    | AF       |
| US Open         | 1    | 1    | 1    | 3    | 3    | VF   | 1    | VF   | AF   | VF   | 1    | 3    | 1    | 3    | 3    | —    | VF       |

Zeichenerklärung: S = Turniersieg; F, HF, VF, AF = Einzug ins Finale / Halbfinale / Viertelfinale / Achtelfinale; 1, 2, 3 = Ausscheiden in der 1. / 2. / 3. Hauptrunde; Q1, Q2, Q3 = Ausscheiden in der 1. / 2. / 3. Runde der Qualifikation; n. a. = nicht ausgetragen

### Doppel
| Turnier         | 1989 | 1990 | 1991 | 1992 | 1993 | 1994 | 1995 | 1996 | 1997 | 1998 | 1999 | 2000 | 2001 | 2002 | 2003 | Karriere |
| --------------- | ---- | ---- | ---- | ---- | ---- | ---- | ---- | ---- | ---- | ---- | ---- | ---- | ---- | ---- | ---- | -------- |
| Australian Open | —    | —    | —    | —    | 1    | AF   | —    | AF   | 1    | AF   | 2    | AF   | —    | VF   | 2    | VF       |
| French Open     | 1    | —    | 1    | 2    | HF   | HF   | 1    | 2    | 2    | —    | 1    | 1    | 1    | 2    | 1    | HF       |
| Wimbledon       | —    | —    | —    | —    | 1    | —    | 2    | 2    | 1    | AF   | 2    | 2    | AF   | 2    | —    | AF       |
| US Open         | —    | —    | —    | 1    | F    | AF   | 1    | 2    | 2    | 1    | 2    | AF   | 2    | 1    | —    | F        |

### Mixed
| Turnier         | 1992 | 1993 | 1994 | 1995 | 1996 | 1997 | 1998 | 1999 | 2000 | 2001 | 2002 | Karriere |
| --------------- | ---- | ---- | ---- | ---- | ---- | ---- | ---- | ---- | ---- | ---- | ---- | -------- |
| Australian Open | —    | 1    | 1    | AF   | —    | —    | —    | 1    | 1    | AF   | —    | AF       |
| French Open     | —    | 2    | VF   | 2    | —    | —    | —    | —    | —    | —    | —    | VF       |
| Wimbledon       | —    | AF   | AF   | —    | —    | —    | —    | 1    | VF   | AF   | AF   | VF       |
| US Open         | AF   | AF   | —    | —    | —    | —    | —    | —    | —    | —    | 1    | AF       |